# 小笠原貞朝
小笠原 貞朝（おがさわら さだとも）は、戦国時代の武将。信濃小笠原氏（府中小笠原家）当主。小笠原長朝の子。

## 概要
文明年間には在京して将軍足利義尚の弓馬師範を務めた。文亀元年（1501年）、父の長朝が没し、家督を継承する。同年尾張守護斯波義寛の要請に応じて遠江国二俣に遠征、今川氏親と戦った。この時、斯波義寛の意向で対立する松尾家の小笠原定基と和睦するが、後に定基は今川方について三河国に出兵する。その後、永正6年（1507年）頃に改めて貞朝の娘を松尾家の貞忠の妻にすることで和睦を図っている。
永正元年（1504年）、家臣の島立貞永（d.1517年 享年93）に命じ、同じく小笠原家中の坂西（さかにし）氏の居館跡に深志城を築城させたとされる。長男の長高を廃嫡し、次男の長棟に家督を継がせた。 同12年（1515年）没、享年55。法名は固山宗堅、雲光殿前郎将日山宗賢居士。
著書として「和礼儀統要約集」がある。